# Travis Grant
Travis Grant (Clayton, Alabama, 1 de enero de 1950) es un exjugador de baloncesto estadounidense que jugó una temporada en la NBA y otras tres en la ABA. Con 2,03 metros de altura, lo hacía en la posición de alero.

## Trayectoria deportiva

### Universidad
Jugó cuatro temporadas con los Thoroughbreds de la Universidad de Kentucky State, en las que promedió 33,4 puntos y 9,4 rebotes por partido. En sus tres últimas temporadas ganó el Campeonato nacional de baloncesto masculino de la NAIA, siendo elegido en dos ocasiones como Jugador Más Valioso del torneo, del cual todavía posee la mayoría de los récords de anotación, incluida la marca de 60 puntos en un partido que logró en 1972. Es en la actualidad el máximo anotador histórico de todas las divisiones de la NCAA, el baloncesto universitario estadounidense, con 4.045 puntos.

### Profesional
Fue elegido en la decimotercera posición del Draft de la NBA de 1972 por Los Angeles Lakers, y también por los Utah Stars de la ABA, eligiendo la primera opción. Apenas tuvo oportunidad de demostrar su nivel en los Lakers, promediando 3,8 puntos en menos de 5 minutos por partido. Fue cortado al poco tiempo de comenzar la temporada 1973-74, decidiendo ir a jugar a los San Diego Conquistadors de la ABA para poder jugar al lado de su excompañero en Los Ángeles, Wilt Chamberlain, que se había comprometido con ese equipo como jugador-entrenador. Pero finalmente sólo ocupó plaza en el banquillo.
En su primera temporada en la liga del balón tricolor sus estadísticas subieron hasta los 15,3 puntos y 5,3 rebotes por partido, a pesar de lesionarse en el pie y perderse el final de la temporada. Al año siguiente se convirtió en el líder del equipo, siendo el máximo anotador del mismo y el cuarto de la liga al promediar 25,2 puntos por partido, siendo únicamente superado por George McGinnis, Julius Erving y Ron Boone. en noviembre de 1974 consiguió anotar 17 de 23 tiros de campo, además de 11 tiros libres sin fallo en un partido ante los New York Nets.
Al año siguiente fue traspasado a los Kentucky Colonels, siendo enviado a mitad de temporada a Indiana Pacers. al año siguiente esperaba poder continuar en el equipo, pero tras unas desavenencias con el general mánager del mismo, Lenny Wilkens, no fue renovado, optando por retirarse definitivamente.

## Estadísticas de su carrera en la NBA y a ABA

### Temporada regular
| Temporada | Edad | Equipo                  | Liga  | P   | TIT | MIN  | TC   | TCA  | %TC  | 3P  | 3PA | %3P  | TL  | TLA | %TL  | R.OF. | R.DEF. | REB | ASIS | ROB | TAP | PER | FP  | PTS  |
| 1972-73   | 23   | Los Angeles Lakers      | NBA   | 33  |     | 4.6  | 1.5  | 3.5  | .440 |     |     |      | 0.7 | 0.8 | .885 |       |        | 1.6 | 0.2  |     |     |     | 0.6 | 3.8  |
| 1973-74   | 24   | TOTAL                   | TOTAL | 59  |     | 22.5 | 6.1  | 11.6 | .523 | 0.0 | 0.1 | .250 | 2.4 | 3.0 | .793 | 1.8   | 3.3    | 5.1 | 1.1  | 0.8 | 0.2 | 1.5 | 2.0 | 14.6 |
| 1973-74   | 24   | Los Angeles Lakers      | NBA   | 3   |     | 2.0  | 0.3  | 1.3  | .250 |     |     |      | 0.3 | 1.0 | .333 | 0.0   | 0.3    | 0.3 | 0.0  | 0.0 | 0.0 |     | 0.3 | 1.0  |
| 1973-74   | 24   | San Diego Conquistadors | ABA   | 56  |     | 23.6 | 6.4  | 12.2 | .524 | 0.0 | 0.1 | .250 | 2.5 | 3.1 | .801 | 1.9   | 3.4    | 5.3 | 1.1  | 0.8 | 0.2 | 1.6 | 2.1 | 15.3 |
| 1974-75   | 25   | San Diego Conquistadors | ABA   | 53  |     | 37.7 | 10.9 | 20.0 | .544 | 0.0 | 0.0 | .500 | 3.4 | 4.1 | .835 | 2.2   | 4.0    | 6.2 | 1.8  | 0.8 | 0.4 | 2.2 | 3.0 | 25.2 |
| 1975-76   | 26   | TOTAL                   | ABA   | 56  |     | 14.8 | 3.5  | 7.1  | .497 | 0.0 | 0.0 |      | 0.9 | 1.2 | .754 | 1.1   | 1.4    | 2.5 | 0.8  | 0.3 | 0.3 | 1.0 | 1.8 | 8.0  |
| 1973-74   | 26   | Kentucky Colonels       | ABA   | 22  |     | 11.9 | 2.4  | 5.6  | .423 | 0.0 | 0.0 |      | 0.8 | 1.0 | .783 | 0.5   | 1.2    | 1.8 | 0.5  | 0.3 | 0.2 | 0.9 | 1.4 | 5.5  |
| 1973-74   | 26   | Indiana Pacers          | ABA   | 34  |     | 16.7 | 4.3  | 8.1  | .531 | 0.0 | 0.0 |      | 1.0 | 1.4 | .739 | 1.4   | 1.5    | 3.0 | 0.9  | 0.3 | 0.4 | 1.1 | 2.0 | 9.6  |
| Total     |      |                         | TOTAL | 201 |     | 21.4 | 5.9  | 11.2 | .524 | 0.0 | 0.0 | .333 | 2.0 | 2.4 | .811 | 1.7   | 2.9    | 4.1 | 1.0  | 0.6 | 0.3 | 1.6 | 2.0 | 13.8 |
|           |      |                         | ABA   | 165 |     | 25.2 | 6.9  | 13.0 | .529 | 0.0 | 0.0 | .333 | 2.3 | 2.8 | .810 | 1.7   | 2.9    | 4.6 | 1.2  | 0.6 | 0.3 | 1.6 | 2.3 | 16.0 |
|           |      |                         | NBA   | 36  |     | 4.4  | 1.4  | 3.3  | .433 |     |     |      | 0.7 | 0.8 | .828 | 0.0   | 0.3    | 1.5 | 0.2  | 0.0 | 0.0 |     | 0.6 | 3.6  |

### Playoffs
| Temporada | Edad | Equipo             | Liga  | P | MIN | TCA | TC | 3PA | 3P | TLA | TL | R.OF. | REB | ASIS | ROB | TAP | PER | FP | PTS | %TC  | %3P | %FT | MIN | PTS | REB | AST |
| 1972-73   | 23   | Los Angeles Lakers | NBA   | 2 | 11  | 4   | 6  |     |    | 0   | 0  |       | 4   | 0    |     |     |     | 1  | 8   | .667 |     |     | 5.5 | 4.0 | 2.0 | 0.0 |
| 1974-75   | 26   | Indiana Pacers     | ABA   | 1 | 1   | 0   | 1  | 0   | 0  | 0   | 0  | 0     | 0   | 0    | 0   | 0   | 0   | 0  | 0   | .000 |     |     | 1.0 | 0.0 | 0.0 | 0.0 |
| Total     |      |                    | TOTAL | 3 | 12  | 4   | 7  | 0   | 0  | 0   | 0  | 0     | 4   | 0    | 0   | 0   | 0   | 1  | 8   | .571 |     |     | 4.0 | 2.7 | 1.3 | 0.0 |
|           |      |                    | NBA   | 2 | 11  | 4   | 6  |     |    | 0   | 0  |       | 4   | 0    |     |     |     | 1  | 8   | .667 |     |     | 5.5 | 4.0 | 2.0 | 0.0 |
|           |      |                    | ABA   | 1 | 1   | 0   | 1  | 0   | 0  | 0   | 0  | 0     | 0   | 0    | 0   | 0   | 0   | 0  | 0   | .000 |     |     | 1.0 | 0.0 | 0.0 | 0.0 |